# Левин, Семён Самуилович
Семён Самуи́лович Ле́вин (31 августа (13 сентября) 1904, Баку — 21 февраля 1972, Баку) — советский военачальник, командир ряда стрелковых дивизий в годы Великой Отечественной войны, Герой Советского Союза (27.06.1945). Полковник (1943).

## Молодость и довоенная служба
Родился 31 августа (13 сентября) 1904 года в Баку, в семье служащего. Еврей. Окончил 3 класса гимназии.
В декабре 1921 года добровольцем вступил в Красную Армию. Зачислен в Закавказскую военно-подготовительную школу, после окончания которой продолжил учёбу на 4-х Армавирских пехотно-пулемётных курсах красных командиров, которые окончил в 1922 году. Сразу после их окончания зачислен курсантом в Тифлисское пехотное училище, которое окончил в 1924 году. С ноября 1924 года служил в 8-м Кавказском стрелковом полку Кавказской Краснознамённой армии в г. Ленинакан: командир стрелкового взвода, казначей полка, помощник начальника военно-хозяйственного довольствия полка, заместитель командира хозяйственной роты по политчасти, командир взвода полковой школы. Член ВКП(б) с 1928 года.
С октября 1930 года был курсовым командиром Бакинской пехотной школы комсостава РККА им. Серго Орджоникидзе. С ноября 1932 года служил курсовым командиром, командиром роты, командиром учебного батальона 4-й Иркутской военной школы авиамехаников. С ноября 1938 года — командир стрелкового батальона 330-го стрелкового полка 86-й стрелковой дивизии Приволжского военного округа (Елабуга, Казань). Вместе с полком С. С. Левин участвовал в советско-финской войне 1939—1940 годов. На этой войне получил первый из своих многочисленных орденов. После войны стал начальником штаба этого полка. С августа 1940 года — заместитель командира по строевой части 330-го стрелкового полка Западного Особого военного округа (г. Цехановец, Белостокская область), в декабре 1940 — феврале 1941 годов временно исполнял должность командира полка.
С 20 июня 1941 года — командир 7-го отдельного артиллерийско-пулемётного батальона Осовецкого укрепленного района Западного Особого военного округа.

## Великая Отечественная война
С первого дня Великой Отечественной войны майор С. С. Левин на фронте. Участник Белостокско-Минского оборонительного сражения, Смоленского сражения. Когда его батальон был расформирован, в конце июля был назначен начальником штаба 230-го учебного пулемётно-миномётного полка в Можайске, с сентября — начальник курсов подготовки и переподготовки начсостава Западного военного округа. С конца ноября 1941 года был старшим помощником начальника отдела боевой подготовки штаба 5-й армии Западного фронта, с 15 декабря — помощником начальника оперативного отдела штаба армии, принимал участие в битве под Москвой.
В апреле 1942 года назначен начальником штаба 43-й отдельной стрелковой бригады (формировалась в Московском военном округе). В апреле на базе бригады сформирована 258-я стрелковая дивизия, в которой Левин также стал начальником штаба. В начале сентября дивизию передали на Воронежский фронт, но уже 12 сентября спешно началась её переброска на Сталинградский фронт. С 18 сентября дивизия передана в 1-ю гвардейскую армию и участвовала в тяжелых оборонительных боях Сталинградской битвы под Котлубанью. В конце сентябре 1942 года был тяжело ранен командир 258-й стрелковой дивизией полковник П. С. Хаустович, и подполковник С. Левин временно командовал дивизией до октября, пока не прибыл новый командир. Затем дивизия вела оборонительные бои в составе 24-й и 65-й армий Донского фронта, а с переходом советских войск в контрнаступление под Сталинградом она наступала в рядах 5-й танковой армии и 5-й ударной армии Сталинградского и Юго-Западного фронтов. Участник Котельниковской операции. В январе 1943 года дивизию передали на Северо-Кавказский фронт и она участвовала в Северо-Кавказской наступательной операции. Однако во время наступления дивизия потеряла связь с соседними частями, подверглась сильному контрудару противника и трое суток оборонялась в полном окружении, понеся значительные потери. За такие неудачные действия командир дивизии полковник И. Я. Фурсин был снят с должности, и 12 января 1943 года исполнение обязанностей командира дивизии возложено на подполковника С. С. Левина (утверждён в должности командира дивизии был позднее, в феврале).
Хорошо проявил себя как командир в Ростовской наступательной операции, когда уже в составе Южного фронта дивизия освободила город Шахты, захватила и в тяжелых боях удержала плацдарм на реке Миус. За отличное выполнение заданий командования и массовый героизм личного состава приказом народного комиссара обороны СССР от 4 мая 1943 года дивизии присвоено гвардейское звание и она стала именоваться 96-й гвардейской стрелковой дивизией. Во главе дивизии участвовал в Донбасской, Мелитопольской, Никопольско-Криворожской наступательных операциях на Южном, 4-м Украинском и 3-м Украинском фронтах. За отличия при освобождении Иловайска дивизия получила почётное наименование «Иловайская». В марте 1944 года направлен на учёбу.
В сентябре 1944 года окончил курсы усовершенствования высшего начальствующего состава при Высшей военной академии имени К. Е. Ворошилова. 8 сентября 1944 года принял командование 62-й стрелковой дивизией, с которой участвовал в Гумбиннен-Гольдапской наступательной операции.
Командир 62-й стрелковой Борисовской Краснознамённой дивизии 44-го стрелкового корпуса 31-й армии 3-го Белорусского фронта полковник С. С. Левин проявил мужество и мастерство командира в ходе Восточно-Прусской наступательной операции. 21 января 1945 года он умело организовал прорыв сильно укреплённой обороны противника севернее польского города Августов. Дивизия под его командованием 23 января 1945 года с ходу взяла город Тройбург (Олецко), 26 января — город Лётцен (Гижицко), 31 января — город Хайльсберг (Лидзбарк-Варминьски). Преследуя отступающего неприятеля, дивизия полковника Левина 25 марта штурмом взяла город Хайлигенбайль (Мамоново) и 26 марта 1945 года вышла к заливу Фришес-Хафф (ныне — Калининградский залив).
Указом Президиума Верховного Совета СССР от 27 июня 1945 года полковнику Левину Семёну Самуиловичу присвоено звание Героя Советского Союза с вручением ордена Ленина и медали «Золотая Звезда» (№ 6692). За успешное проведение операции по разгрому врага в Восточной Пруссии дивизия была удостоена орденов Кутузова II степени и Суворова II степени.
В самом конце войны дивизия в составе армии была переброшена на 1-й Украинский фронт, где успела принять участие в Пражской наступательной операции.

## После войны

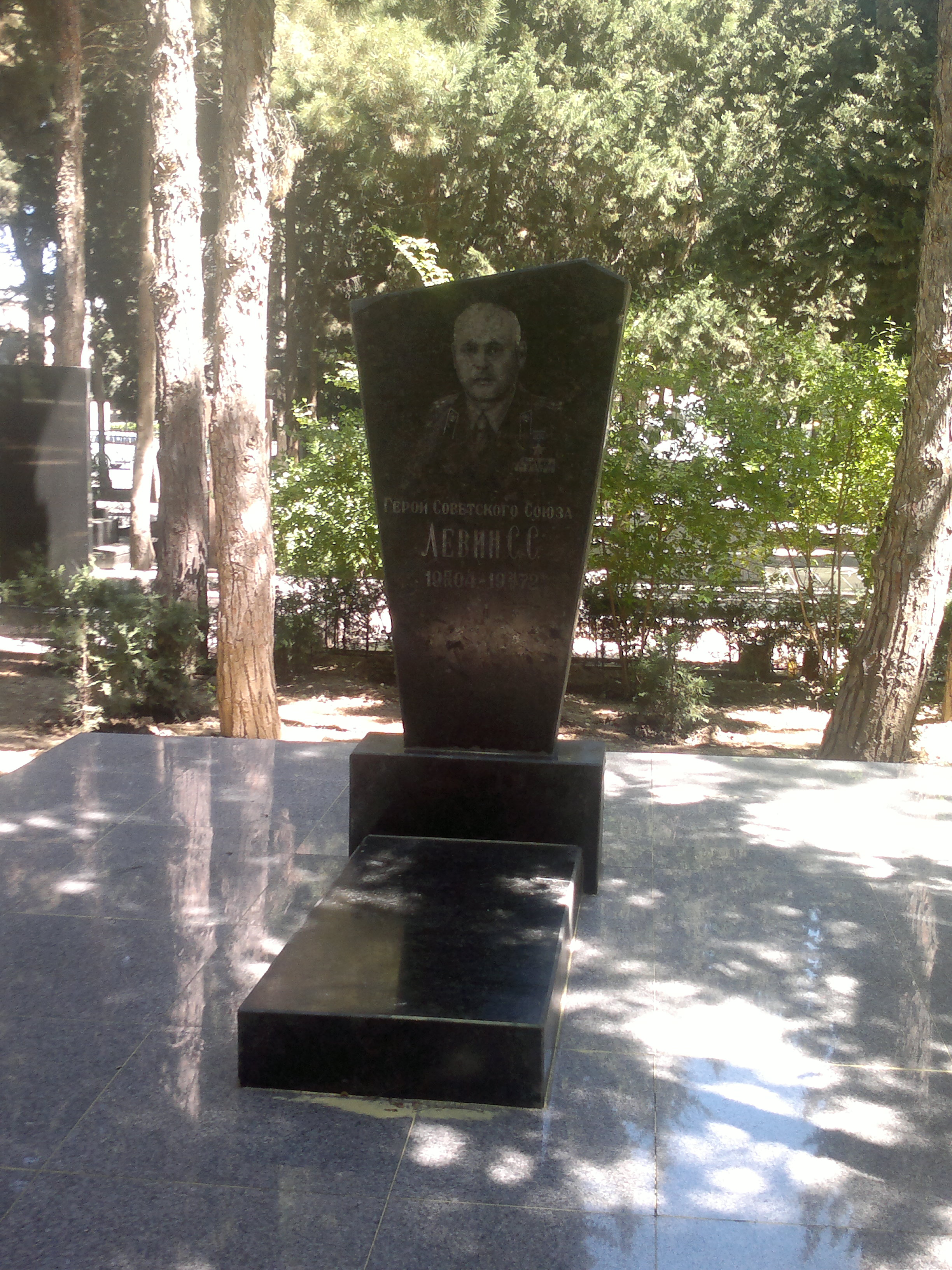
Могила С. С. Левина на Аллее почётного захоронения в Баку

После Победы продолжал службу в армии. В июле 1945 года назначен командиром 99-й стрелковой дивизии. С июля 1946 по май 1951 года — начальник курсов усовершенствования офицерского состава Воздушно-десантных войск. В мае 1952 года окончил курсы усовершенствования командиров стрелковых дивизий при Военной академии имени М. В. Фрунзе, но после их окончания нового назначения не получил, оставался в распоряжении Главного управления кадров Советской Армии. В апреле 1953 года был уволен в запас.
Жил и работал в Баку. Умер 21 февраля 1972 года. Похоронен на Аллее почётного захоронения в Баку.

## Воинские звания
- капитан (март 1936)
- майор (1940)
- подполковник (июнь 1942)
- полковник (1943)

## Награды
- Герой Советского Союза (27 июня 1945, медаль «Золотая Звезда» № 6692)[1]
- Два ордена Ленина (27 июня 1945[1], 1946[2])
- Пять орденов Красного Знамени (22 марта 1940, 22 марта 1943[3], 3 ноября 1944[2], 8 ноября 1944[4], 20.04.1953[2])
- Орден Суворова II степени (19 апреля 1945)[5][6]
- Орден Кутузова II степени (17 ноября 1943)[7]
- Медаль «В ознаменование 100-летия со дня рождения Владимира Ильича Ленина» (6 апреля 1970)[8]
- Медаль «За оборону Москвы»
- Медаль «За оборону Сталинграда»[9]
- Медаль «За победу над Германией в Великой Отечественной войне 1941—1945 гг.» (9 мая 1945).
- Юбилейная медаль «Двадцать лет Победы в Великой Отечественной войне 1941—1945 гг.» (7 мая 1965)[10][11]
- Медаль «За взятие Кёнигсберга» (9 июня 1945)[12]
- Медаль «Ветеран Вооружённых Сил СССР»
- Медаль «30 лет Советской Армии и Флота»[13]
- Юбилейная медаль «40 лет Вооружённых Сил СССР»[14]
- Юбилейная медаль «50 лет Вооружённых Сил СССР» (26 декабря 1967)[15]
- Знак «25 лет победы в Великой Отечественной войне» (24 апреля 1970)[16]

## Память
- Имя Героя высечено золотыми буквами в зале Славы Центрального музея Великой Отечественной войны в Парке Победы города Москвы.
- Похоронен на Аллее почётного захоронения в Баку.
- Именем Героя названа средняя школа № 162 в Баку.
- Почётный гражданин г. Шахты (1967)
- Почётный гражданин Иловайска (1969)